# Zeynep Oral
Zeynep Oral (Istanbul, 15 de febrer de 1946) és una escriptora, periodista, crítica teatral, editora cultural, activista per la pau i pels drets de les dones turca.
Graduada a l'American Girls College d'Izmir el 1964, per l'Escola Superior de Periodisme de París el 1966 i per l'Institut d'Estudis Teatrals de la Sorbona, on estudià entre 1964 i 1967. Entre 1967 i 2001 va treballar com a periodista, crítica de teatre, editora de cultura i arts, columnista i redactora al diari Milliyet. El 1972 va ser una de les fundadores del suplement cultural turc de referència Revista Cultural Milliyet i en fou la redactora en cap de la revista bimensual sobre art i cultura durant trenta anys, fins al 2001. Des d'aleshores, treballa per al diari Cumhuriyet. És presidenta del PEN Turquia i vicepresidenta honorífica de l'AICT (Associació Internacional de Crítics Teatrals) i consellera del Festival Internacional de Teatre d'Istanbul. Ha dedicat bona part de la seva vida professional a construir ponts entre les qüestions socials i el món de la cultura, l'any 2000 va rebre el premi Mares per la Pau de la UNESCO, i el 2012 la distinció de l'Orde de les Arts i les Lletres de França. Ha estat fundadora de l'organització WINPEACE (Women Initiative for Peace) en favor de les relacions greco-turques. El 2011 se li ha concedit el premi Diàleg per la llibertat de premsa, i també ha rebut el premi de l'Institut Internacional de la Premsa (IPI). També ha estat fundadora de la Fundació Nazım Hikmet, l'Associació Turca-Grega KA-DER (Associació per al Suport i l'Educació de les Candidates Femenines). A més ha format part de la junta de moltes ONG. Ha donat conferències sobre ‘teatre i arts a Turquia’ a diversos països del món.
Autora de divuit llibres, entre els quals es troben contes, una col·lecció d'assaigs, biografies, diaris de viatge i recerca sobre dones, drets humans i cultura. Destaca el seu llibre Tutkunun Romanı: Leyla Gencer (La novel·la de la passió), sobre la soprano turca Leyla Gencer, traduït a l'anglès, l'italià i el francès. Amb motiu de l'atorgament del Premi Veu Lliure, que li fou concedit el 2016, el PEN Català va impulsar la traducció de dos relats de l'escriptora al català.

## Reconeixements
Oral ha estat reconeguda amb diversos guardons internacionals:
- “Premi Veu Lliure” (2016) del PEN Català
- “Orde de les Arts i les Lletres” (2012) del govern francès
- “Language Award” (2012) per l'Associació Turca de Llengües
- “Premi de l'Institut Internacional de la Premsa (IPI)”(2011) per International Press Institute-Vienna
- “Abdi Ipekçi Peace and Friendship Award”(2001) de Grècia
- “Mares per la Pau” (2000) de la UNESCO
- “Communication Gurus in Art and Literature Award”(1994) per la Universitat d'Istanbul
- “Officier des Palmes Academiques” (1990)

## Publicacions
Diverses de les publicacions més destacades de Zeynep Oral són les següents:
- Konuşa Konuşa (1983)
- Yaz Düşüm Yaz (1985)
- Kadın Olmak (1985)
- Katmandu’dan Meksika’ya (1985)
- Bir Ses (1986), Kara Sevda (1988)
- Esintiler 80’li Yıllar (1989)
- Sözden Söze (1990)
- Tutkunun Romanı: Leyla Gencer (1992) amb traducció a l'italià, el francès, i a l'anglès com Story of a Passion
- Karanlıktaki Işık (1994)
- Bu Cennet Bu Cehennem (1996)
- Esintiler 90’lı Yıllar (1999)
- İnsan Anadolu (2001, with Faruk Akbaş)
- Esintiler 2000–2010 (2011)
- Uzakdoğu’m (2000)
- Meslek Yarası (2006)
- O Güzel İnsanlar (2008)
- O Büyülü İnsanlar (2011)